# Bolchaïa Ijora
Bolchaïa Ijora (en russe : Больша́я Ижо́ра ; en finnois : Haisevaisi) est un village de type urbain du raïon de Lomonossov de l'Oblast de Léningrad en Russie.

## Histoire
La localité actuelle est située le long de l'ancienne voie royale suédoise, qui part de Nyenskans, à l'embouchure de la rivière Okhta, jusqu'à la ville de Narva.

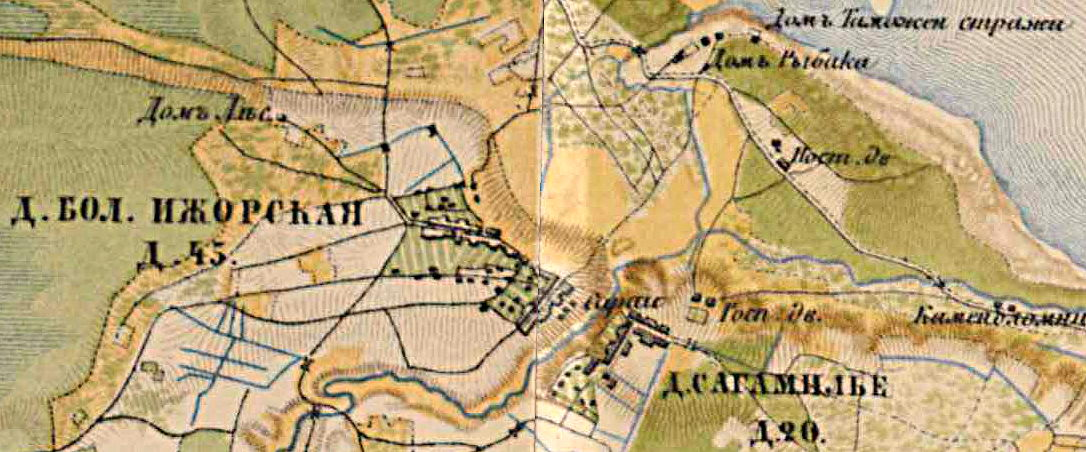
Plan de Bolchaïa Ijora en 1885.

## Géographie
Bolchaïa Ijora est situé sur la côté sud du Golfe de Finlande, à 12 км à l'ouest de la ville de Lomonosov. La localité est desservie par le chemin de fer en direction de Saint-Pétersbourg à la station Kadichtche. Elle est traversée par le cours d'eau Tchornaïa retchka.

## Démographie
Les populations originaires de cette région, les Ingriens et les Finnois d'Ingrie, ont pratiquement disparu à la suite des déportations des peuples sous Staline.
En 2013 la population s'élevait à 3098 habitants.

## Économie
- Bolchaïa Ijora est aussi une station balnéaire populaire avec des dunes et une plage le long du Golfe de Finlande.
- C'est aussi un lieu d'entreposage de matériel pour la Flotte maritime militaire de Russie.

## Curiosités
- Au sud de la localité, sur une colline, sont enterrées des victimes de la révolte des marins de Kronstadt.
- La poétesse, victime du Goulag, Nina Gagen-Torn est inhumée au cimetière de Bolchaïa Ijora.

## Liens
- Официальный сайт администрации Большеижорского городского поселения